# Підгірне (Хмельницький район)
Підгі́рне (до 1966 року — Жеребки) — село в Україні, у Миролюбненській сільській громаді Хмельницького району Хмельницької області. Населення становить 299 осіб. До 2020 орган місцевого самоврядування — Миролюбненська сільська рада.
У селі розташовані 2 ботанічні пам'ятки природи: «Старокостянтинівська груша» і «Веселий джміль».

## Населення

### Мова
Розподіл населення за рідною мовою за даними перепису 2001 року:
| Мова       | Відсоток |
| ---------- | -------- |
| українська | 98,12%   |
| російська  | 1,88%    |

## Уродженці
- Майстришин Олег Олександрович (1980—2017) — старший солдат, загинув при виконанні бойового завдання під час війни на сході України, у Волноваському районі[3]